# Wilhelm Sulpiz Kurz
Wilhelm Sulpiz Kurz (1834 – 1878) fue un botánico alemán y director del Jardín de Bogor, provincia de Java Occidental y de Calcuta.
Trabajó y exploró la flora de India, Indonesia, Burma, Malasia y Singapur.

## Algunas publicaciones
- Report on the Vegetation of the Andaman Islands [ed. 2]. Calcutta (India), 1870
- Preliminary Report on the Forest and other Vegetation of Pegu, 1875
- Forest Flora of British Burma, 1877[3]

## Honores

### Eponimia
152 especies y variedades, como:
- (Acanthaceae) Justicia kurzii C.B.Clarke[4]

- (Alangiaceae) Alangium kurzii Craib[5]

- (Euphorbiaceae) Drypetes kurziana C.E.C.Fisch.[6]

- (Hydrocharitaceae) Najas kurziana Rendle[7]

- (Urticaceae) Ramium kurzii Kuntze[8]

- (Zingiberaceae) Curcuma kurzii King ex Baker[9]

- La abreviatura «Kurz» se emplea para indicar a Wilhelm Sulpiz Kurz como autoridad en la descripción y clasificación científica de los vegetales.[10]